# 巴尔特沃梅伊·博翁季
巴尔特沃梅伊·博翁季（波蘭語：Bartłomiej Bołądź，1994年9月28日—），波兰男子排球运动员，2019年世界男排联赛铜牌得主、2024年世界男排联赛铜牌得主、2024年夏季奥林匹克运动会男子银牌得主。